# Macy Chiasson
Macy Chiasson (Nova Orleans, 27 de julho de 1991) é uma lutadora americana de artes marciais mistas, luta na categoria peso galo feminino do Ultimate Fighting Championship.

## Início
Chiasson comecou a treinar MMA aos 19 anos de idade, após estar de repouso em cama por 25 dias devido a um acidente de carro. Após assistir algumas aulas de Krav Maga na academia, ela fez a transição para o MMA 1 ano depois.

## Carreira no MMA

### The Ultimate Fighter
Em Agosto de 2017, foi anunciado que Chiasson era uma das participantes do The Ultimate Fighter 28.
Chiasson foi a segunda escolha das lutadoras do peso pena do treinador Kelvin Gastelum.
 Nas quartas de final, ela enfrentou Larissa Pacheco. Ela venceu por nocaute técnico no primeiro round. Nas semi finais, Chiasson enfrentou Leah Letson. Ela venceu novamente por nocaute técnico no primeiro round. Esta vitória lhe garantiu uma vaga na grande final contra Pannie Kianzad.

### Ultimate Fighting Championship
Chiasson fez sua estreia no UFC em 30 de novembro de 2018 no The Ultimate Fighter 28 Finale contra Pannie Kianzad. Ela venceu a luta por finalização no segundo round e se tornou a campeã do TUF 28 no peso pena.
Chiasson fez sua estreia no peso galo em 2 de março de 2019 no UFC 235: Jones vs. Smith contra Gina Mazany. Ela venceu por nocaute técnico no primeiro round.
Chiasson enfrentou Sarah Moras em 4 de maio de 2019 no UFC Fight Night: Iaquinta vs. Cowboy. Chiasson venceu por nocaute técnico no segundo round. Esta vitória lhe rendeu seu primeiro bônus de “Performance da Noite”.
Chiasson enfrentou Lina Länsberg em 28 de setembro de 2019 no UFC Fight Night: Hermansson vs. Cannonier. Ela perdeu por decisão unânime.
Chiasson enfrentou Shanna Young em 15 de fevereiro de 2020 no UFC Fight Night: Anderson vs. Błachowicz 2. Chiasson venceu por decisão unânime.

## Cartel no MMA
| Cartel no MMA   |            |            |
| 10 lutas        | 8 vitórias | 2 derrotas |
| Por nocaute     | 2          | 0          |
| Por finalização | 2          | 1          |
| Por decisão     | 4          | 1          |

| Res.    | Cartel | Oponente          | Método                                     | Evento                                     | Data       | Round | Tempo | Local                  | Notas                                         |
| ------- | ------ | ----------------- | ------------------------------------------ | ------------------------------------------ | ---------- | ----- | ----- | ---------------------- | --------------------------------------------- |
| Derrota | 8-3    | Irene Aldana      | Nocaute Técnico (chute invertido no corpo) | UFC 279: Diaz vs. Ferguson                 | 10/09/2022 | 3     | 2:21  | Las Vegas, Nevada      | Luta em Peso Casado (140 lbs).                |
| Vitória | 8-2    | Norma Dumont      | Decisão (dividida)                         | UFC 274: Oliveira vs. Gaethje              | 07/05/2022 | 3     | 5:00  | Phoenix, Arizona       |                                               |
| Derrota | 7-2    | Raquel Pennington | Finalização (guilhotina)                   | UFC Fight Night: Lewis vs. Daukaus         | 18/12/2021 | 2     | 3:07  | Las Vegas, Nevada      | Retorno aos Penas; Chiasson não bateu o peso. |
| Vitória | 7-1    | Marion Reneau     | Decisão (unânime)                          | UFC on ESPN: Brunson vs. Holland           | 20/03/2021 | 3     | 5:00  | Las Vegas, Nevada      |                                               |
| Vitória | 6-1    | Shanna Young      | Decisão (unânime)                          | UFC Fight Night: Anderson vs. Błachowicz 2 | 15/02/2020 | 3     | 5:00  | Rio Rancho, New Mexico |                                               |
| Derrota | 5-1    | Lina Länsberg     | Decisão (unânime)                          | UFC Fight Night: Hermansson vs. Cannonier  | 28/09/2019 | 3     | 5:00  | Copenhage              |                                               |
| Vitória | 5-0    | Sarah Moras       | Nocaute Técnico (socos)                    | UFC Fight Night: Iaquinta vs. Cowboy       | 04/05/2019 | 2     | 2:22  | Ottawa, Ontario        | Performance da Noite.                         |
| Vitória | 4-0    | Gina Mazany       | Nocaute Técnico (socos)                    | UFC 235: Jones vs. Smith                   | 02/03/2019 | 1     | 1:49  | Las Vegas, Nevada      | Estreia no Peso Galo.                         |
| Vitória | 3-0    | Pannie Kianzad    | Finalização (mata leão)                    | The Ultimate Fighter: Heavy Hitters Finale | 30/11/2018 | 2     | 2:11  | Las Vegas, Nevada      | Estreia no UFC; Ganhou o TUF 28 nos Penas.    |
| Vitória | 2-0    | Allison Schmidt   | Decisão (unânime)                          | Invicta FC 29: Kaufman vs. Lehner          | 04/05/2018 | 3     | 5:00  | Kansas City, Missouri  |                                               |
| Vitória | 1-0    | Miranda Dearing   | Finalização (chave de braço)               | Caged Warrior Championship 16              | 21/10/2017 | 3     | 1:38  | Houma, Louisiana       | Estreia no Peso Pena.                         |